# (11853) Runge
(11853) Runge (1988 RV1) – planetoida z pasa głównego asteroid okrążająca Słońce w ciągu 3,55 lat w średniej odległości 2,33 j.a. Odkryta 7 września 1988 roku.